# باشگاه فوتبال هارت آف میدلوتیان
باشگاه فوتبال هارت آف میدلوتیان 
(به گیلیک اسکاتلندی: Heart of Midlothian F.C.) یک باشگاه فوتبال در شهر ادینبرو، اسکاتلند است.
این باشگاه در سال ۱۸۷۴ میلادی تأسیس شده و سابقه ۴ قهرمانی در دسته برتر فوتبال اسکاتلند و ۸ قهرمانی در جام حذفی فوتبال اسکاتلند را دارد.

## افتخارات
- دسته برتر فوتبال اسکاتلند (۱۸۹۰–تاکنون):
  - قهرمان (۴): ۱۸۹۴–۹۵، ۱۸۹۶–۹۷، ۱۹۵۷–۵۸، ۱۹۵۹–۶۰
  - نایب قهرمان (۱۴): ۱۸۹۳–۹۴، ۱۸۹۸–۹۹، ۱۹۰۳–۰۴، ۱۹۰۵–۰۶، ۱۹۱۴–۱۵، ۱۹۳۷–۳۸، ۱۹۵۳–۵۴، ۱۹۵۶–۵۷، ۱۹۵۸–۵۹، ۱۹۶۴–۶۵، ۱۹۸۵–۸۶،
  - سوم (۱۷): ۱۸۹۱–۹۲، ۱۹۰۱–۰۲، ۱۹۱۲–۱۳، ۱۹۱۳–۱۴، ۱۹۲۰–۲۱، ۱۹۲۵–۲۶، ۱۹۳۲–۳۳، ۱۹۳۴–۳۵، ۱۹۴۹–۵۰، ۱۹۵۵–۵۶، ۱۹۸۹–۹۰، ۱۹۹۷–۹۸، ۱۹۹۹–۰۰، ۲۰۰۲–۰۳، ۲۰۰۳–۰۴، ۲۰۰۸–۰۹، ۲۰۱۰–۱۱
- جام حذفی فوتبال اسکاتلند (۱۸۷۴–تاکنون):
  - قهرمان (۸): ۱۸۹۱، ۱۸۹۶، ۱۹۰۱، ۱۹۰۶، ۱۹۵۶، ۱۹۹۸، ۲۰۰۶، ۲۰۱۲
  - نایب قهرمان (۶): ۱۹۰۳، ۱۹۰۷، ۱۹۶۸، ۱۹۷۶، ۱۹۸۶، ۱۹۹۶
- لیگ کاپ اسکاتلند (۱۹۴۷–تاکنون):
  - قهرمان (۴): ۱۹۵۴، ۱۹۵۸، ۱۹۵۹، ۱۹۶۲
  - نایب قهرمان (۳): ۱۹۶۱، ۱۹۹۶، ۲۰۱۳